# کوپیاپو (آتشفاشن)
کوپیاپو (به اسپانیایی: Copiapó) یک کوه در شیلی است که در استان کوپیاپو واقع شده‌است. کوپیاپو ۶٬۰۵۲ متر بالاتر از سطح دریا واقع شده‌است.